# Saint-Révérien
 Saint-Révérien  es una comuna (municipio) de Francia, en la región de Borgoña, departamento de Nièvre, en el distrito de Clamecy y cantón de Brinon-sur-Beuvron.
Su población en el censo de 1999 era de 230 habitantes.
Está integrada en la Communauté de communes du Val du Beuvron.

## Demografía
| 359 | 346 | 321 | 315 | 251 | 230 |
| Para los censos de 1962 a 1999 la población legal corresponde a la población sin duplicidades (Fuente: INSEE [Consultar]) |     |     |     |     |     |